# Ducula finschii
Il piccione imperiale di Finsch o piccione imperiale ventrerosso di Finsch (Ducula finschii E. P. Ramsay, 1882) è un uccello della famiglia dei Columbidi diffuso nell'arcipelago di Bismarck.